# アダム・スミス (1991年生のサッカー選手)
アダム・ジェームズ・スミス（Adam James Smith 、1991年4月29日 - ）は、イングランド・ロンドンウォルサム・フォレスト区出身のプロサッカー選手。AFCボーンマス所属。元イングランド代表。ポジションはディフェンダー。

## 経歴

### クラブ
トッテナム・ホットスパーFCのアカデミー出身。2009年8月、期限付き移籍先のウィコム・ワンダラーズFCでプロデビューを果たした。2012年5月のフラムFC戦でトッテナムのトップチームデビューを果たしたが、トッテナムでのリーグ戦出場はこれが最初で最後になった。
2014年1月28日、以前期限付き移籍で在籍していたAFCボーンマスと3年半契約を結んだ。

### 代表
U16年代からU21年代までイングランド代表に選出されていた。

## タイトル

### クラブ
ボーンマス
- フットボールリーグ・チャンピオンシップ：2014–15